# San Luca inginocchiato accanto a un trono
La Trasfigurazione è un affresco (circa 650x700 cm) attribuito al Maestro Oltremontano, databile attorno al 1277-1283 circa e conservato nel lunettone sinistro del transetto destro della basilica superiore di San Francesco di Assisi. 

## Storia
La presenza di un maestro gotico, probabilmente transalpino (francese, inglese o di area tedesca) nel cantiere della decorazione ad affresco del presbiterio della basilica superiore è un fatto accertato dalla critica, sebbene non accolto da tutti gli studiosi (in tempi recenti Federico Zeri parlò della bottega di Cimabue). L'attività di questo maestro si sarebbe svolta contemporaneamente a quella di Cimabue, con una possibile collaborazione fin dall'abside (lunetta con Annuncio a Gioacchino e sua offerta) e poi la separazione affidando la parte superiore del transetto sinistro al fiorentino e di quello destro allo straniero. Tra i due incorsero fruttuose influenze reciproche, sebbene non risolutive delle rispettive poetiche, attingendo spunto l'un l'altro. In alcuni partiti decorativi il Maestro Oltremontano sembra inoltre attingere alla cultura romana, tanto che il suo seguace e continuatore (nella loggetta destra) è ritenuto un maestro di tale scuola. 
La datazione degli affreschi di questa porzione della basilica segue dunque quella legata a Cimabue, assestandosi in un periodo tra il 1277, anno dell'elezione al soglio pontificio di Niccolò III e il 1283 circa, sebbene molti studiosi abbiano proposto oscillazioni diverse.
Anche questi lavori sono in condizioni mediocri o pessime, spesso interessante dalla perdita di interi, ampi brani di pittura, da ritocchi e ridipinture, oppure dall'ossidazione in alcuni punti del bianco di biacca, che ha portato a un ribaltamento dei toni chiari/scuri, come in un negativo fotografico. 

## Descrizione e stile
Nel lunettone, gravemente danneggiato, di sitinguono solo la punta di una nicchia gotica (decorata al centro da un quadrilobo), contornata da edifici, e in basso il bue alato di san Luca accanto a una figura inginocchiata, probabilmente l'evangelista stesso (o forse l'angelo di san Matteo?), a cui dovevano fare da corollario, in altre zone, gli altri tre evangelisti coi rispettivi simboli. Al centro poteva trovarsi il Pantocratore, o un Cristo Giudice, o l'etimasia. Forse il trono poteva contenere la Madonna, con san Luca che si apprestava a dipingerla (un'iconografia però nota solo da tempi più recenti, dal XV secolo). 
Gli edifici, qui posti vicino ad elementi vegetali, sono pienamente compatibili con altri dipinti da Cimabue e la sua bottega nello stesso periodo (Volta dei quattro evangelisti, Visione degli angeli ai quattro canti della Terra...): forse alludevano ai paesi evangelizzati. La veste dell'uomo visibile (il cosiddetto "san Luca") presenta una massa ampia, sontuosamente pieghettata, con una certa esuberanza tipica di un certo gotico d'Oltralpe, molto simile a quella del Cristo nell'antistante Trasfigurazione.
Le poche zone superstiti permettono però l'attribuzione al Maestro Oltremontano, del quale si riconoscono i colori squillanti (turchesi, rossi scuri...), il ricorso a una linea di contorno spessa e movimentata, l'appiattimento dei volumi in campiture piatte (come nelle vetrate o negli smalti cloisonné), la vivacità di spunti. 

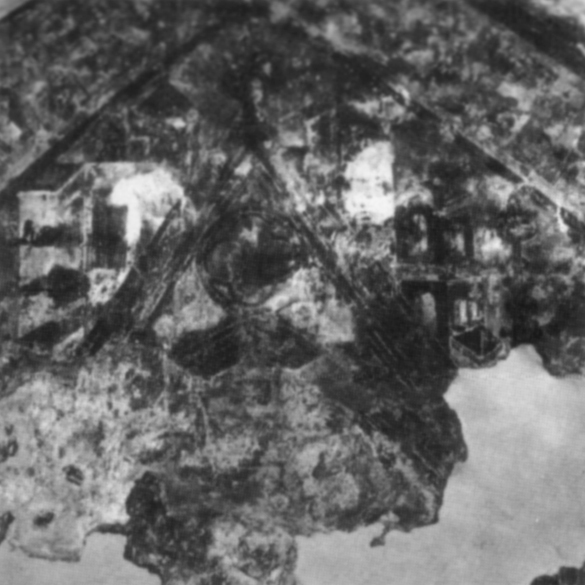
Dettaglio con la punta di una nicchia ed edifici
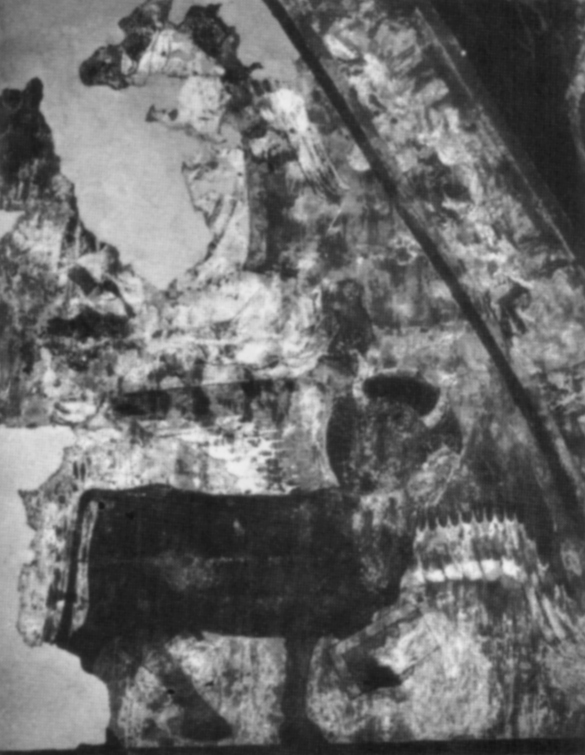
Dettaglio con il bue alato e san Luca